# Горрей
Горрей (др.-греч. Όρραον, лат. Horreum) — древний город-крепость в области Молоттида (Молоссида) в Центральном Эпире. Поселение расположено на пути, который соединяет внутренние области страны с районом Амбракии через долину реки Лурос. Горрей упоминается в указе, в котором Амбракия и Харадра определили свою общую границу. Руины находятся на холме Кастро у современного села Амотопос, южнее села Горгомилос в периферийной единице Арта в периферии Эпир в Греции. 
Город вероятно был заложен при царе молоссов Алкете (385—370 гг. до н. э.) или самое позднее во второй четверти IV века до н. э. В 167 году до н. э. римляне под командованием Луция Аниция Галла захватили Горрей и другие города Молоссиды. Горрей был разрушен римлянами, отстроен заново. Жители Горрея были вынуждены покинуть город и поселиться в Никополе, основанном Августом в 31 году до н. э. после победы над Антонием.
Об особом характере города-крепости свидетельствуют узкие улочки, отсутствие мест общего пользования, наличие резервуаров для воды и особенно мощная укрепленная стена в сочетании со стратегическим расположением поселения. Двенадцать узких параллельных улочек в северо-западном направлении пересекаются с двумя поперечными улочками, образуя вытянутые кварталы шириной 15 м.
Небольшое количество сохранившихся жилых каменных домов Горрея иногда сохраняют стены верхнего этажа до крыши с окнами, пилястрами и балками верхнего этажа.
В 1972 году короткие пробные исследования в поселении провела археолог Юлия Вокотопулу (Ιουλία Βοκοτοπούλου; 1939—1995), в то время — глава 12-го эфората доисторических и классических древностей (ΙΒ' ΕΠΚΑ). С 1975 года Университет Янины под руководством профессора Сотириоса Дакариса в сотрудничестве с Германским археологическим институтом начал раскопки в доме №1 древнего городища.